# Nicole Atkins
Pour les articles homonymes, voir Atkins.
Nicole Atkins (née le 1er octobre 1978 à Neptune dans l'État du New Jersey) est une chanteuse, auteur et compositeur, dotée d'une voix grave et douce à la fois. Un de ses principaux succès a été la chanson Maybe Tonight (2007). 

## Discographie
- 2007 : Neptune City (Columbia)
- 2011 : Mondo Amore (Razor & Tie)
- 2014 : Slow Phaser (Oh'Mercy!)
- 2017 : Goodnight Rhonda Lee (Oh'Mercy!)
- 2020 : Italian ICE
- 2022 : Memphis ICE